# Syzygium bankense
Syzygium bankense är en myrtenväxtart som först beskrevs av Justus Carl Hasskarl, och fick sitt nu gällande namn av Elmer Drew Merrill och Lily May Perry. Syzygium bankense ingår i släktet Syzygium och familjen myrtenväxter. Inga underarter finns listade i Catalogue of Life.